# Heiko Schrader

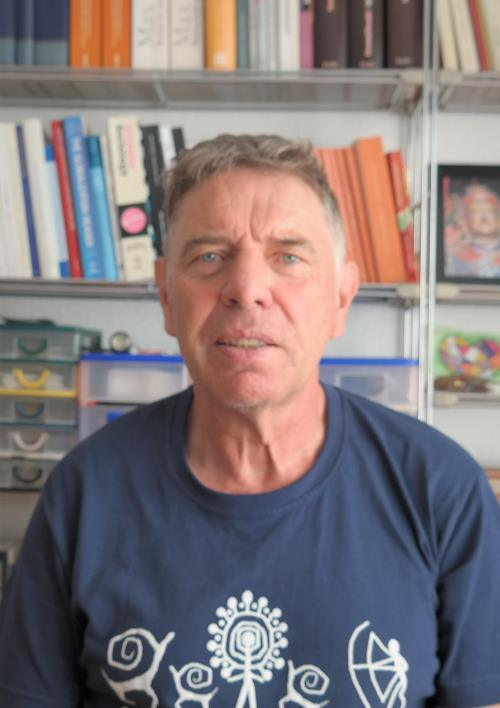
Heiko Schrader (2022)

Heiko Schrader (* 8. April 1958 in Hagen) ist ein deutscher Soziologe. Er lehrte bis zum Sommersemester 2024 an der Otto-von-Guericke-Universität Magdeburg im Bereich Makrosoziologie zu Themen des Sozialen Wandels, der Wirtschaftssoziologie, Stadtsoziologie, Entwicklungssoziologie und Friedens- und Konfliktforschung und ist im Ruhestand.

## Werdegang
Schrader studierte an der Universität Bielefeld mit den Abschlüssen Diplom-Volkswirt (1982) und Diplom-Soziologe (1984) und wurde 1988 von Hans-Dieter Evers in Soziologie promoviert. Hierzu erhielt er seinerzeit von der Friedrich-Naumann-Stiftung eine Promotionsförderung. Für seine Habilitation wurde er von der Deutschen Forschungsgemeinschaft gefördert und erhielt 1994 die Venia Legendi für Soziologie, insbesondere Wirtschaftssoziologie und Sozialanthropologie.
Bis 1997 hatte er verschiedene Mitarbeiterpositionen in der Entwicklungssoziologie in Bielefeld inne und ging dann für zwei Jahre als Professor für Wirtschaftsanthropologie an die Staatliche Universität Sankt Petersburg in Russland, um das Fach aufzubauen und ein russisches Lehrbuch für Wirtschaftsanthropologie zu schreiben. 1999 wechselte er auf eine Hochschuldozentur an die Otto-von-Guericke-Universität Magdeburg im Bereich Makrosoziologie und wurde dort nach sechs Jahren auf eine außerplanmäßige Professur entfristet.
Er war Leiter des Zentrums für Transformationsforschung (ZTF) an der Otto-von-Guericke-Universität Magdeburg und Sprecher der Sektion Entwicklungssoziologie und Sozialanthropologie der Deutschen Gesellschaft für Soziologie (2004–2006), Institutsleiter der Soziologie (2009–2012 und 2013–2015), Interims-Studiengangsleiter des MA Friedens- und Konfliktforschung (2016–2017), und Mitglied des Fakultätsrates.

## Forschungsfelder
Heiko Schraders Forschungsinteresse liegt in den Regionen Süd- und Südostasien sowie im postsozialistischen Raum (Russland, Zentralasien). Thematisch bilden wirtschafts- und sozialpolitische Transformationsprozesse die Klammer. So forschte er für seine Promotion 1985 für 10 Monate in Nepal über die Adaption der traditionellen Salz-Reis-Händler mit der Besetzung Tibets durch China. Das Forschungsthema der Habilitation war der Wandel des informellen Finanzsystems in Indonesien und Indien (1991–1994). In St. Petersburg wendete er sich dann der Thematik der postsozialistischen Transformation in eine Marktwirtschaft zu. Im Gegensatz zum in den Politikwissenschaften verwendeten Transitionsbegriff, einem institutionellen Systemwechsel, vertrat er wie andere Soziologen am Institut aufbauend auf das Pfadabhängigkeitstheorem von Douglas C. North die Auffassung, dass die systemische Transformation von vormals sozialistischen in kapitalistische Gesellschaften wesentlich länger dauert als von Politikberatern angenommen, weil zwar formelle Institutionen des Marktes neu geschaffen werden, informelle Institutionen aber im Handeln und Verhalten der Menschen weiterleben. Grund dafür sei insbesondere die Sozialisation der Wirtschaftssubjekte, die die vom Kapitalismus geschaffenen Institutionen nicht automatisch annehme. So befassen sich Schraders Forschungen mit Institutionen und dem Handeln von Wirtschaftssubjekten. 
So führte er dann eine Forschung zur Klientel von Pfandhäusern durch (2000) – ein Thema, das nicht nur dort weitgehend unerforscht war. Hier zeigte sich, dass dieses oftmals zu Selbständigen mit unregelmäßigen Einkommen zählt, wie zum Beispiel Künstlern, die so Bargeldknappheit überbrücken können. Anschließend fand zusammen mit Eckhard Dittrich und Christo Stoyanov eine Forschung zur Situation und Konsolidierung von Kleinunternehmern in Russland, Bulgarien und Tschechien statt (2002–2004). Die Forschung zeigte, dass eine Evolution von Mikro- zu Klein- und Mittelunternehmen fehlt, da Mikrounternehmern der unternehmerische Geist fehlt und sie sich eher als Handwerker betrachten, die genug erwirtschaften, um zu überleben. Eine weitere Studie mit Eckhard Dittrich und drei Teams in Zentralasien beschäftigte sich mit einem Haushaltssurvey in Kasachstan und Kirgisistan (2013–2015) zur Thematik, ob und wie Haushalte in der Marktwirtschaft angekommen waren, also Selbstverantwortung im Markt übernahmen. Hier zeigte sich, dass verwandtschaftliche Sicherheitsnetzwerke trotz Marktwirtschaft weiterexistieren und gepflegt werden, marktwirtschaftliche Institutionen wie Banken und Geschäftskredit dagegen oft vermieden werden. Methodisch wurden zumeist quantitative und qualitative Verfahren kombiniert, wobei der Schwerpunkt der Analyse bei qualitativen Interviews liegt.
Neben diesen größeren Forschungen führte Schrader in Kooperation mit der University of Mumbai, dem NIE in Mysore und dem BVIEER in Pune mehrere Lehrforschungen mit Studierenden zum Leben und Wirtschaften in Slums durch. Es folgte eine Lehrforschung mit der Kathmandu University zum Thema der schichtspezifischen Bewältigungen des großen Erdbebens von 2015. Schließlich fanden zwei Lehrforschungen in Kooperation mit der American University of Central Asia in Bischkek zum Thema genderbezogener Gewalt statt.

## Wissenschaftsentwicklung
Als Partner war Heiko Schrader an drei EU-Kooperationen beteiligt: TALENT Master Programm Entwicklung für HRM in sechs zentralasiatischen Universitäten (2018–2022); EIGER (European Integration and Employment Relations) Master Programm Entwicklung in drei georgischen Universitäten (2013–2016); und PERSEUS (Plan to Establish Research Science Enterprise Oriented Universities for the benefit of Society) mit Universitäten in Kasachstan, Kirgisistan, Usbekistan und Tadschikistan (2010–2013).
Er lehrte als Gastprofessor an der Eurasischen Universität in Astana und an der Al-Farabi-Universität in Almaty, an der American University of Central Asia in Bischkek, an der Staatlichen Universität Sankt Petersburg und an der University of Mumbai. Außerdem war Heiko Schrader „Foreign PhD Supervisor“ an zwei kasachischen Universitäten im Rahmen des Präsidentenprogramms.

## Publikationen
Heiko Schrader publizierte 13 Monographien und Sammelbände und mehr als 50 Zeitschriften- und Buchbeiträge. Die Arbeiten liegen im Schnittpunkt zwischen Theorie und Empirie. Viele seiner Beiträge stehen OpenAccess bei ResearchGate zur Verfügung.
Monographien (Auswahl):
- (2024): Sozialer Wandel. Einsichten. Themen der Soziologie. Transkript UTB. ISBN 978-3-8252-6238-9 e ISBN 978-3-8385-6238-4 doi:10.36198/9783838562384
- (2015) When Salary is not Enough. Private Households in Central Asia. Gesellschaftliche Transformationen 20. Mit Eckhard Dittrich, Hrsg. Münster: LIT. ISBN 3-643-90525-4; ISBN 978-3-643-90525-3
- (2000) Lombard Houses in St. Petersburg. Pawning as a Survival Strategy of Low Income Households? Münster: LIT. ISBN 3-8258-5109-5
- (1997) Changing Financial Landscapes in India and Indonesia. Sociological Aspects of Monetization and Market Integration. Market, Culture and Society 2. Münster: LIT. 978-3-8258-2641-4
- (1988) Trading Patterns in the Nepal Himalayas. Bielefelder Studien zur Entwicklungssoziologie 39. Saarbrücken: Breitenbach. ISBN 3-88156-405-5, 9783881564052

## Ehrenamt
Seit 1986 ist Heiko Schrader Vorsitzender des Vereins „Lebenshilfe für notleidende Menschen in Indien e.V.“, der Fundraising für das Hope Project Nizamuddin in Delhi betreibt.